# Six Little Pieces for Quintet
Six Little Pieces for Quintet ist ein Jazzalbum von Sven-Åke Johansson. Die vom 6. bis 9. Januar 1999 im Kleinen Sendesaal im Funkhaus Wallrafplatz Köln als Produktion des Westdeutschen Rundfunks entstandenen Aufnahmen erschienen 2000 auf HatHut Records.

## Hintergrund
Der Schlagzeuger Sven-Åke Johansson nahm das Album auf Einladung des WDR mit Axel Dörner (Trompete), Rudi Mahall (Bassklarinette), Sten Sandell (Piano) und Matthias Bauer (Bass) auf. Sven-Åke Johansson meinte zu dieser Produktion: „Die Kompositionen und Improvisationen meines Quintetts repräsentieren stilistisch eine Periode des Free Jazz, die auf den ersten Blick an die Sechzigerjahre erinnert.“
In den Liner Notes zum Album führte Peter Niklas Wilson aus: „Free Jazz am Ende des Jahrtausends: zweifellos ein historischer Ausdruck. Gegenstand musikwissenschaftlicher Analyse und historischer Forschung, der postrevolutionären Nostalgie, diskografischer Neuauflagen, ja sogar des Revivalismus... Aber warum sollte man die Rückschau anderen überlassen? Sven-Åke Johansson hat beschlossen, selbst einen Blick zurück auf die Sechziger zu werfen, um die Zeit neu zu untersuchen, als Free Jazz noch sehr viel Jazz war... ‚Früher Free Jazz auf historischen Instrumenten‘? In gewisser Weise ja. Natürlich spielt Sven-Åke Johansson sein Slingerland-Schlagzeug.“

## Titelliste
- Sven-Åke Johansson: Six Little Pieces for Quintet (hatOLOGY 538)[3]

1. Medium, Freies Tempo 7:46
2. Medium, Ruhig (Bom-Zeke-Bom) 8:54
3. Rasche Achtel 8:55
4. Schnelle Triolen 12:55
5. Forsches Legato 12:28
6. Langsam 8:26

Die Kompositionen stammen von Sven-Åke Johansson.

## Rezeption
Nach Ansicht von Glenn Astarita, der das Album in All About Jazz rezensierte, greife der Schlagzeuger, bewaffnet mit seinem Slingerland-Kit aus den 1960ern, auf Six Little Pieces for Quintet, mit diesen belebenden Stücken nach den Sternen. Er tue dies zusammen mit seinen Bandkollegen, die dem pochenden Puls des Leaders, den mitreißenden Presswalzen und den kreisenden Rhythmen mit schlichten Refrains und kraftvollen Soli entgegenwirken. Johansson und Co. würden den Geist jener Tage des Unternehmergeistes und der ungezwungenen Erfindungsgabe in Stücken wie „Medium, Freies Tempo“ und „Medium Ruhig (bom-zeke-bom)“ bewundernswert einfangen. Hier und überall führe der wirbelnde Fluss des Schlagzeugers einen magnetischen Auftritt an, der geprägt sei von Sten Sandells vielseitigem rhythmischen Angriff, wohlplatzierten Akzenten und versetzten Blockakkorden sowie Matthias Bauers dröhnenden Basslinien. Trompeter Axel Dörner und Bassklarinettist Rudi Mahall würden oft in verkürztem Wechselspiel zwischen sich überschneidenden Themen, konvergierenden Soli und kreisförmigen Bewegungen spielen.

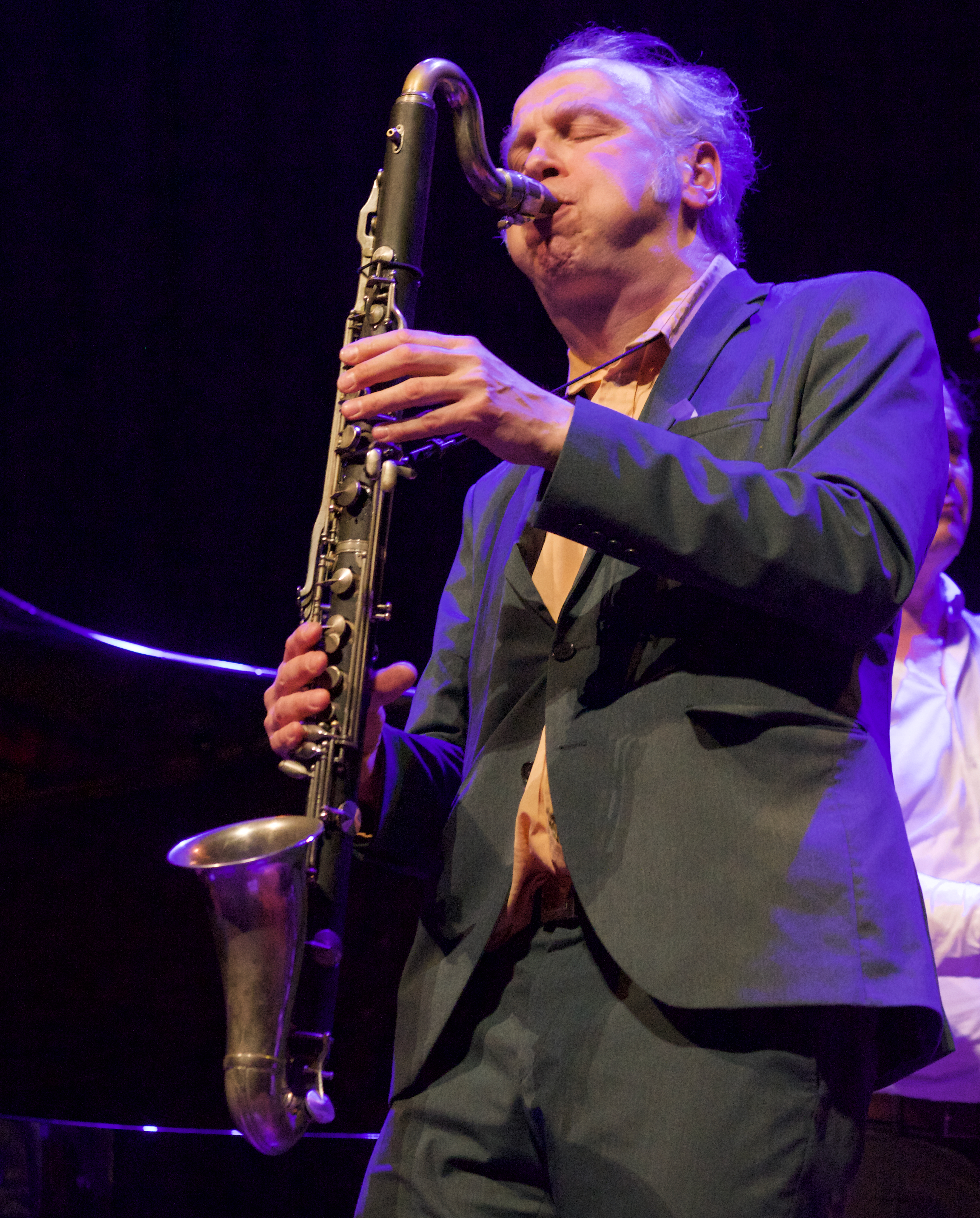
Rudi Mahall (2018)

Als wahre Multitasking-Einheit besitze diese Band einen freudigen Entdeckergeist, der mit ominösen Absichten einhergeht, so Astarita. Insgesamt würden die Musiker mit Schwung und unverblümter Dringlichkeit vorgehen, während die anhaltende Intensität die Darstellung der Dynamik durch die Band steigert; ein Attribut, das durch die melodramatische Herangehensweise der Solisten an die prickelnden Kompositionen des Schlagzeugers und die zutiefst persönliche und dennoch liebenswerte Interpretation des Modern Jazz im Stil der 1960er-Jahre vollendet werde.
François Couture verlieh dem Album in Allmusic drei Sterne und schrieb, die Struktur sei einfach: Head/Soli/Head, die Kommunikation bleibe begrenzt, aber eindeutig, und die Musiker würden aufgrund ihrer Kenntnis der Phase und ihrer experimentellen Entwicklung ausgewählt. Es handle sich nicht um freie Improvisationen, sondern um strukturierte Free-Jazz-Stücke, bei denen der Jazz im Mittelpunkt steht: Es hüpfe, es swinge, es habe Rhythmus, ob er nun beibehalten oder ignoriert wird. Rudi Mahall (Bassklarinette) und Axel Dörner (Trompete) würden inspirierte Soli liefern und dabei die ausgefeilten Techniken auf ein Minimum beschränken. Six Little Pieces for Quintet klinge leicht und freundlich, ohne in Nostalgie zu versinken.